# Monterey (Virginia)
Monterey es un pueblo situado en el condado de Highland, Virginia (Estados Unidos). Según el censo de 2020, tiene una población de 165 habitantes.
Es la sede del condado.

## Demografía

### Censo de 2020
Según el censo de 2020, Monterey tiene 165 habitantes, 81 hogares y 35 familias. La densidad de población es de 201.22 habitantes por km².

### Censo de 2000
Según el censo del 2000, Monterey tenía 158 habitantes, 90 hogares y 44 familias. La densidad de población era de 196,8 habitantes por Monterey tenía 158 habitantes, 90 viviendas, y 44 familias. La densidad de población era de 196,8 habitantes por km². Monterey tenía 158 habitantes, 90 viviendas, y 44 familias. La densidad de población era de 196,8 habitantes por km².
De los 90 hogares en un 16,7%  vivían niños de menos de 18 años, en un 35,6%  vivían parejas casadas, en un 10% mujeres solteras, y en un 51,1% no eran unidades familiares. En el 48,9% de los hogares vivían personas solas, el 22,2% de los cuales correspondía a personas de 65 años o más. El número medio de personas viviendo en cada hogar era de 1,76 y el número medio de personas que vivían en cada familia era de 2,48.
Por edades la población se repartía de la siguiente manera: un 14,6% tenía menos de 18 años, un 1,3% entre 18 y 24, un 17,1% entre 25 y 44, un 36,1% de 45 a 60, y un 31%, 65 años o más.
La edad media era de 53 años. Por cada 100 mujeres de 18 o más años había 64,6 hombres.
Los ingresos medios por hogar eran de $36.786 y los ingresos medios por familia erab de $45.625. Los hombres tenían ingresos medios por $36.250$ mientras que las mujeres tenían ingresos medios por $16.625. Los ingresos per cápita eran de 26.379$. Ninguna de las familias y el 3,5% de la población estaba por debajo del umbral de pobreza.

## Localidades adyacentes
El siguiente diagrama muestra a las localidades más próximas a Monterey.